# Twan Burg
Twan Burg (Schijndel, 2 april 1990) is een Nederlandse schaker met een FIDE-rating van 2514 (oktober 2020). Hij is Internationaal Grootmeester (GM). Zijn eerste Nederlandse kampioenschap voor 4-tallen t/m 10 jaar behaalde hij op 9-jarige leeftijd. Samen met Wouter Langerak, Bas Slikboer en Joris Broekmeulen werd ten koste van de sterke teams uit Apeldoorn en Amsterdam dit kampioenschap behaald.
In 2000 was hij kampioen van Nederland bij de jeugd tot 10 jaar en in 2002 werd hij kampioen tijdens het Open Nederlands Jeugdschaak Kampioenschap en ook Nederlands snelschaakkampioen t/m 12 jaar, in 2004 open Nederlands kampioen en snelschaakkampioen t/m 14 jaar, in 2005 open Nederlands kampioen t/m 16 jaar, en in 2006 snelschaakkampioen t/m 16 jaar. Verder werd hij in 2004 en 2010 nog rapidkampioen respectievelijk t/m 14 jaar en 20 jaar.
Sinds het seizoen 2005-2006 speelt Twan in de Meesterklasse in het team van HMC Calder.
- In de eerste week van mei van 2006 wist Twan Burg beslag te leggen op de titel: Gesloten Nederlands kampioen Schaken tot en met 16 jaar.
- In de eerste meiweek van 2008 werd Twan 2e op het NK tot en met 20 jaar. Vooraf scoorde hij goed in Moskou zonder verlies met een tpr van 2473.
- In 2008 speelde Burg het Europees kampioenschap tot en met 18 in Herceg Novi, Montenegro en eindigde daar op 5 uit 9.
- Hij behaalde zijn eerste Meesternorm in Deizisau in 2009
- Hij behaalde zijn tweede Meesternorm in Enschede in 2009
- Hij behaalde zijn derde Meesternorm in Ohrid, Macedonië in 2009.
- Hij behaalde zijn laatste Meesternorm in het toernooi in Wijk aan Zee 2009.
- Hij is een van de grondleggers van de Verbeterde List
- In 2012 behaalde hij zijn eerste Grootmeesternorm in het BDO-toernooi in Haarlem met een tpr van 2609.
- In 2013 won hij, samen met Alon Greenfeld, het Batavia Amsterdam Schaaktoernooi.
- In 2014 behaalde hij zijn tweede Grootmeesternorm in Erice, Sicilië, met een tpr van 2607.
- In 2015 behaalde hij zijn derde Grootmeesternorm in Budapest, Hongarije, met een tpr van 2607.

In 2009, 2016, 2017 en 2018 won Burg de Endgame Study Solving Competition in Wijk aan Zee.
In 2012,2013, 2015 en 2017 won Burg met HMC Den Bosch het NK Schaakvoetbal in Utrecht. In 2011 won hij dit NK ook al met schaakclub Dr. Max Euwe uit Enschede.

## Correspondentieschaken
Twan Burg speelt ook correspondentieschaken en is een senior internationale correspondentieschaakmeester.

## Shogi
In 2016, 2018 en 2022 werd Burg Nederlands kampioen shogi. Bij het Open WK in Amstelveen in 2016 werd Burg 7de. Verder won hij toernooien in Luik, Den Haag, Scheveningen en Den Bosch. Momenteel is Burg 3de Dan bij de FESA.